# Kamil Karbowiak
Kamil Karbowiak (ur. 2 maja 1995) – polski lekkoatleta specjalizujący się w biegach długodystansowych. Mistrz Polski seniorów w biegu ulicznym na 10 km (Poznań 2020).

## Rekordy życiowe
Opracowano na podstawie
| Konkurencja          | Obiekt  | Data             | Miejsce  | Wynik    |
| -------------------- | ------- | ---------------- | -------- | -------- |
| bieg na 1500 metrów  | stadion | 2 czerwca 2018   | Wrocław  | 3:58:54  |
| bieg na 3000 metrów  | stadion | 22 sierpnia 2020 | Oleśnica | 8:18:42  |
| bieg na 5000 metrów  | stadion | 16 czerwca 2018  | Gdańsk   | 14:10:53 |
| bieg na 10000 metrów | stadion | 19 września 2020 | Karpacz  | 29:33:11 |
| półmaraton           | stadion | 1 maja 2022      | Verona   | 1:03:33  |
| maraton              | stadion | 18 kwietnia 2021 | Dębno    | 2:10:35  |

## Osiągnięcia
Opracowano na podstawie
| Rok  | Impreza                            | Miejsce       | Konkurencja                   | Pozycja    | Wynik    |
| ---- | ---------------------------------- | ------------- | ----------------------------- | ---------- | -------- |
| 2017 | Młodzieżowe Mistrzostwa Polski U23 | Bielsko-Biała | bieg na 10000 metrów          | 1. miejsce | 30:22:93 |
| 2017 | Młodzieżowe Mistrzostwa Polski U23 | Suwałki       | bieg na 5000 metrów           | 3. miejsce | 14:57:27 |
| 2018 | Mistrzostwa Polski                 | Piła          | półmaraton                    | 3. miejsce | 1:07:21  |
| 2020 | Mistrzostwa Polski                 | Poznań        | bieg uliczny na 10 kilometrów | 1. miejsce | 29:14    |
| 2020 | Mistrzostwa Polski                 | Olesno        | maraton                       | 3. miejsce | 2:15:06  |
| 2021 | Mistrzostwa Polski                 | Dębno         | maraton                       | 2. miejsce | 2:10:35  |